# Count Fleet
Count Fleet (né le 24 mars 1940 aux États-Unis et mort le 3 décembre 1973) était un cheval de course américain. Membre du Hall of Fame des courses américaines, il remporta la Triple Couronne en 1943.

## Carrière

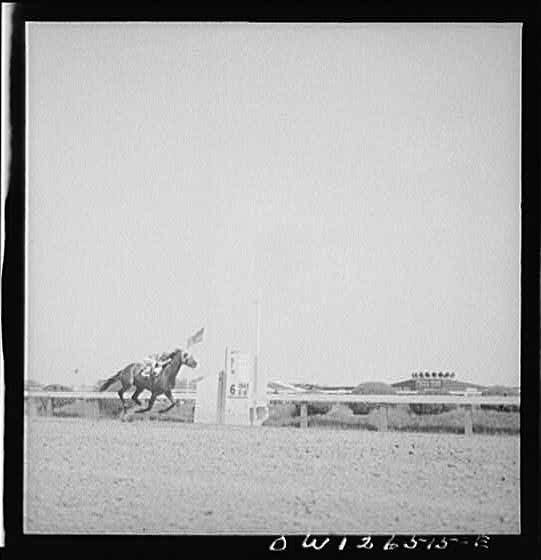
Victoire dans les Preakness Stakes

Casaque de Fannie Hertz

Né au haras de Stoner Creek à Paris, Kentucky, élevé par Fannie Hertz, la femme de John Daniel Hertz, connu pour la société de location de voitures portant son nom, Count Fleet connut des débuts difficiles à 2 ans, ne parvenant pas à s'imposer lors de ses premières sorties en compétition. John Hertz pensait alors ne pas conserver ce poulain, jusqu'à ce que le jockey Johnny Longden le convainque du contraire. Bien lui en prit puisque Count Fleet n'allait pas tarder à ce révéler, enchaînant soudain les victoires et les chronos records, notamment dans les importants Champagne Stakes. En fin d'année, il revendique un bilan de 10 victoires en 15 courses, un titre de Meilleur poulain de 2 ans et un rating de 132 livres, un record à l'époque. 
La saison suivante serait encore plus étincelante, Count Fleet resta invaincu en six courses et remporta la Triple Couronne en écrasant ses adversaires dans le Kentucky Derby (3 longueurs), les Preakness Stakes (8 longueurs) et les Belmont Stakes (25 longueurs, soit la deuxième plus large victoire dans cette course après Secretariat en 1973). Marqué par une blessure contractée au début de l'année, Count Fleet se retire avec un double titre de meilleur poulain de 3 ans et de Cheval de l'année. Il sera admis au Hall of Fame des courses américaines en 1961 et se verra classé à la cinquième place du classement des 100 meilleurs chevaux de l'histoire des courses américaines.

### Résumé de carrière
| Date         | Hippodrome      | Pays        | Course                   | Distance    | Jockey      | Place       | Écart       | Vainqueur ou deuxième |
| 1942, 2 ans  | 1942, 2 ans     | 1942, 2 ans | 1942, 2 ans              | 1942, 2 ans | 1942, 2 ans | 1942, 2 ans | 1942, 2 ans | 1942, 2 ans           |
| ------------ | --------------- | ----------- | ------------------------ | ----------- | ----------- | ----------- | ----------- | --------------------- |
| 1er juin     | Belmont Park    | États-Unis  | Maiden                   | 1 000 m     | J. Longden  | 2e / 16     | 1 ½         | Dove Shoot            |
| 15 juin      | Aqueduct        | États-Unis  | Maiden                   | 1 100 m     | J. Longden  | 2e / 14     | 1 ½         | Supermont             |
| 19 juin      | Aqueduct        | États-Unis  | Maiden                   | 1 100 m     | J. Longden  | 1er / 10    | 4           | Sewrd Bound           |
| 4 juillet    | Empire City     | États-Unis  | Allowance                | 1 100 m     | J. Longden  | 1er / 6     | 5           | Samhar                |
| 15 juillet   | Empire City     | États-Unis  | East View Stakes         | 1 150 m     | J. Longden  | 2e / 7      | 1           | Gold Shower           |
| 22 juillet   | Empire City     | États-Unis  | Wakefield Stakes         | 1 150 m     | J. Longden  | 1er / 4     | 4           | Rurales               |
| 11 août      | Washington Park | États-Unis  | Allowance                | 1 200 m     | J. Longden  | 1er / 9     | enc.        | Blue Swords           |
| 15 août      | Washington Park | États-Unis  | Washington Park Futurity | 1 200 m     | J. Longden  | 2e / 11     | enc.        | Occupation            |
| 15 septembre | Aqueduct        | États-Unis  | Allowance                | 1 200 m     | J. Longden  | 1er / 10    | enc.        | Very Snooty           |
| 24 septembre | Belmont Park    | États-Unis  | Allowance                | 1 200 m     | J. Longden  | 1er / 13    | 2 ½         | Bull's Eye            |
| 3 octobre    | Belmont Park    | États-Unis  | Futurity Stakes          | 1 300 m     | J. Longden  | 3e / 10     |             | Occupation            |
| 10 octobre   | Belmont Park    | États-Unis  | Champagne Stakes         | 1 600 m     | J. Longden  | 1er / 8     | 6           | Blue Swords           |
| 20 octobre   | Jamaica         | États-Unis  | Allowance                | 1 660 m     | J. Longden  | 1er / 8     | 6           | Towser                |
| 31 octobre   | Pimlico         | États-Unis  | Pimlico Futurity         | 1 700 m     | J. Longden  | 1er / 3     | 5           | Occupation            |
| 10 novembre  | Pimlico         | États-Unis  | Walden Stakes            | 1 700 m     | J. Longden  | 1er / 4     | 30          | Uncle Billies         |
| 1943, 3 ans  |                 |             |                          |             |             |             |             |                       |
| 13 avril     | Jamaica         | États-Unis  | Allowance                | 1 660 m     | J. Longden  | 1er / 8     | 3 ½         | Bossut                |
| 17 avril     | Jamaica         | États-Unis  | Wood Memorial Stakes     | 1 700 m     | J. Longden  | 1er / 8     | 3 ½         | Blue Swords           |
| 1er mai      | Churchill Downs | États-Unis  | Kentucky Derby           | 2 000 m     | J. Longden  | 1er / 10    | 3           | Blue Swords           |
| 8 mai        | Pimlico         | États-Unis  | Preakness Stakes         | 1 900 m     | J. Longden  | 1er / 4     | 8           | Blue Swords           |
| 22 mai       | Belmont Park    | États-Unis  | Withers Stakes           | 1 600 m     | J. Longden  | 1er / 3     | 5           | Slide Rule            |
| 5 juin       | Belmont Park    | États-Unis  | Belmont Stakes           | 2 400 m     | J. Longden  | 1er / 3     | 25          | Fairy Manhurst        |

## Au haras
Count Fleet connaitra une seconde partie de carrière fructueuse, devenant un étalon à succès, tête de liste en 1951. Il revendique deux Horses of the Year, Counterpoint et One Count et un vainqueur de Derby, Count Turf. Ses filles ont également brillé au stud, et lui ont donné un titre de tête de liste des pères de mères en 1963. L'une d'elles a notamment produit le grand champion Kelso, une autre est la grand-mère du crack anglais Mill Reef.
Mort à l'âge canonique de 33 ans, Count Fleet est inhumé à Stoner Creek Farm.

## Origines
Lauréat du Kentucky Derby 1928, Reigh Count, le père de Count Fleet, n'eut guère de succès comme étalon. On lui reprochait de faire des produits tardifs et manquant de vitesse. Sa propriétaire Fannie Hertz décida tout de même de lui envoyer quatre poulinières chaque années, des juments très rapides pour contrebalancer l'excès de tenu conféré par Reigh Count. C'est ainsi que la bien nommée Quickly, lauréate de pas moins de 32 courses (en 85 sorties), le rencontra. 

### Pedigree
| Origines de Count Fleet (USA), mâle bai brun né en 1940 | Origines de Count Fleet (USA), mâle bai brun né en 1940 | Origines de Count Fleet (USA), mâle bai brun né en 1940 | Origines de Count Fleet (USA), mâle bai brun né en 1940 |
| ------------------------------------------------------- | ------------------------------------------------------- | ------------------------------------------------------- | ------------------------------------------------------- |
| Père Reigh Count Ch. 1925                               | Sunreigh 1919                                           | Sundridge                                               | Amphion                                                 |
| Père Reigh Count Ch. 1925                               | Sunreigh 1919                                           | Sundridge                                               | Sierra                                                  |
| Père Reigh Count Ch. 1925                               | Sunreigh 1919                                           | Sweet Briar                                             | St. Frusquin                                            |
| Père Reigh Count Ch. 1925                               | Sunreigh 1919                                           | Sweet Briar                                             | Presentation                                            |
| Père Reigh Count Ch. 1925                               | Contessina 1909                                         | Count Schomberg                                         | Aughrim                                                 |
| Père Reigh Count Ch. 1925                               | Contessina 1909                                         | Count Schomberg                                         | Clonavarn                                               |
| Père Reigh Count Ch. 1925                               | Contessina 1909                                         | Pitti                                                   | St. Frusquin                                            |
| Père Reigh Count Ch. 1925                               | Contessina 1909                                         | Pitti                                                   | Florence                                                |
| Mère Quickly 1930                                       | Haste 1923                                              | Maintenant                                              | Maintenon                                               |
| Mère Quickly 1930                                       | Haste 1923                                              | Maintenant                                              | Martha Gorman                                           |
| Mère Quickly 1930                                       | Haste 1923                                              | Miss Malaprop                                           | Meddler                                                 |
| Mère Quickly 1930                                       | Haste 1923                                              | Miss Malaprop                                           | Correction                                              |
| Mère Quickly 1930                                       | Stephanie 1925                                          | Stefan the Great                                        | The Tetrarch                                            |
| Mère Quickly 1930                                       | Stephanie 1925                                          | Stefan the Great                                        | Perfect Peach                                           |
| Mère Quickly 1930                                       | Stephanie 1925                                          | Malachite                                               | Rock Sand                                               |
| Mère Quickly 1930                                       | Stephanie 1925                                          | Malachite                                               | Miss Hanover (famille 6-a)                              |